# 圣西普里安 (科雷兹省)
圣西普里安（法語：Saint-Cyprien，法語發音：[sɛ̃ sipʁijɛ̃] ⓘ）是法国科雷兹省的一个市镇，属于布里夫拉盖亚尔德区。

## 地理
圣西普里安（45°15'3"N, 1°21'8"E）面积7.86 平方千米，位于法国新阿基坦大区科雷兹省，该省份为法国中南部省份，北起上维埃纳省和克勒兹省，西接多爾多涅省，南至洛特省，东临多姆山省和康塔爾省。
与圣西普里安接壤的市镇（或旧市镇、城区）包括：艾昂、佩尔珀扎克勒布朗、圣奥莱尔、罗塞河畔瓦尔。

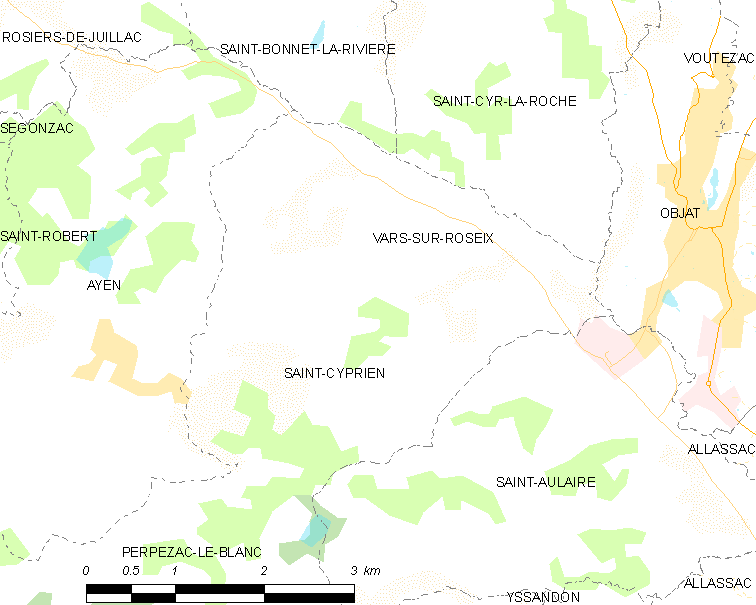
的OSM定位图

圣西普里安的时区为UTC+01:00、UTC+02:00（夏令时）。

## 行政
圣西普里安的邮政编码为19130，INSEE市镇编码为19195。

## 政治
圣西普里安所属的省级选区为利桑多奈县。

## 人口

1962-2008年间人口变化图示

圣西普里安于2022年1月1日时的人口数量为393人。